# WHO (アルバム)
『WHO』（フー）はRicken'sの1stアルバム。

## 内容
作詞・作曲は奇数番号は佐々木収、偶数番号は石田匠、全曲編曲はRicken'sが手がけている。石田が手がけた「ふさわしい場所」はThe Kaleidoscope時に制作。CMソングに使われるもののCD化されなかったが、Ricken'sとしてのリメイク作。1,2,11,12はシングル収録作である。

## 批評
CDジャーナルは「楽曲やアレンジのソフトウェア的部分は80'sポップが下敷きだろう」と評した。

## 収録曲

### CD
1. Dear my friends
2. 80's pure
3. フロウ
4. Rolling
5. girl friend
6. I Don't Wanna Cry
7. アンチヒーロー
8. overtake
9. ラストナンバー
10. ふさわしい場所
11. Message
12. give me some mo'rock

### DVD
1. Ah ha ha! (studio live)
2. フルスロットル (studio live)